# 글로리아 두케
글로리아 두케(NadIe Hablara De Nosotras Cuando Hayamos Muerto, Nobody Will Speak Of Us When We're Dead)는 스페인에서 제작된 어거스틴 디아즈 야네스 감독의 1995년 드라마 영화이다. 빅토리아 아브릴 등이 주연으로 출연하였고 에드문도 길 등이 제작에 참여하였다.

## 출연

### 주연
- 빅토리아 아브릴
- 필라 바르뎀
- 페데리코 루피
- 아나 오펠리아 머기아

### 조연
- 다니엘 기메네즈 카쵸
- 마타 아우라
- 길레르모 길
- 엔젤 알카자
- 브루노 비치어
- 데미안 비쉬어
- 마리아 아스퀘리노